# Tiszabecs

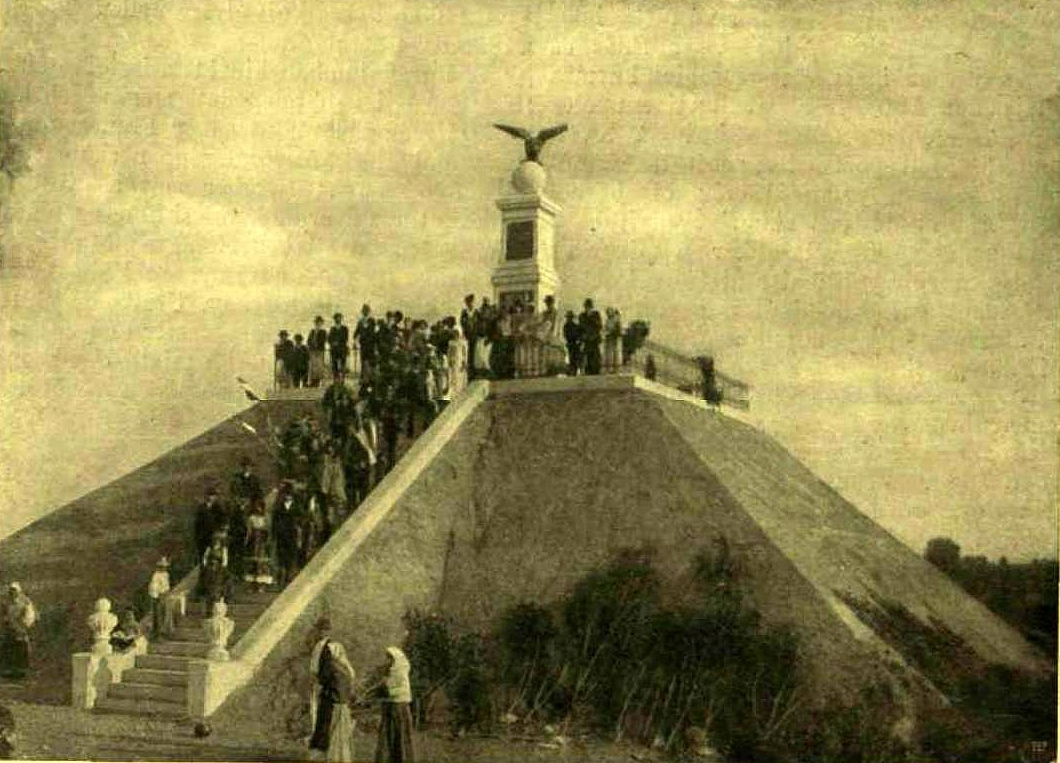
A Tiszabecs és Tiszaújlak között, a magyar–ukrán határon álló turulmadaras Rákóczi emlékmű avatása 1903. szeptember 20-án

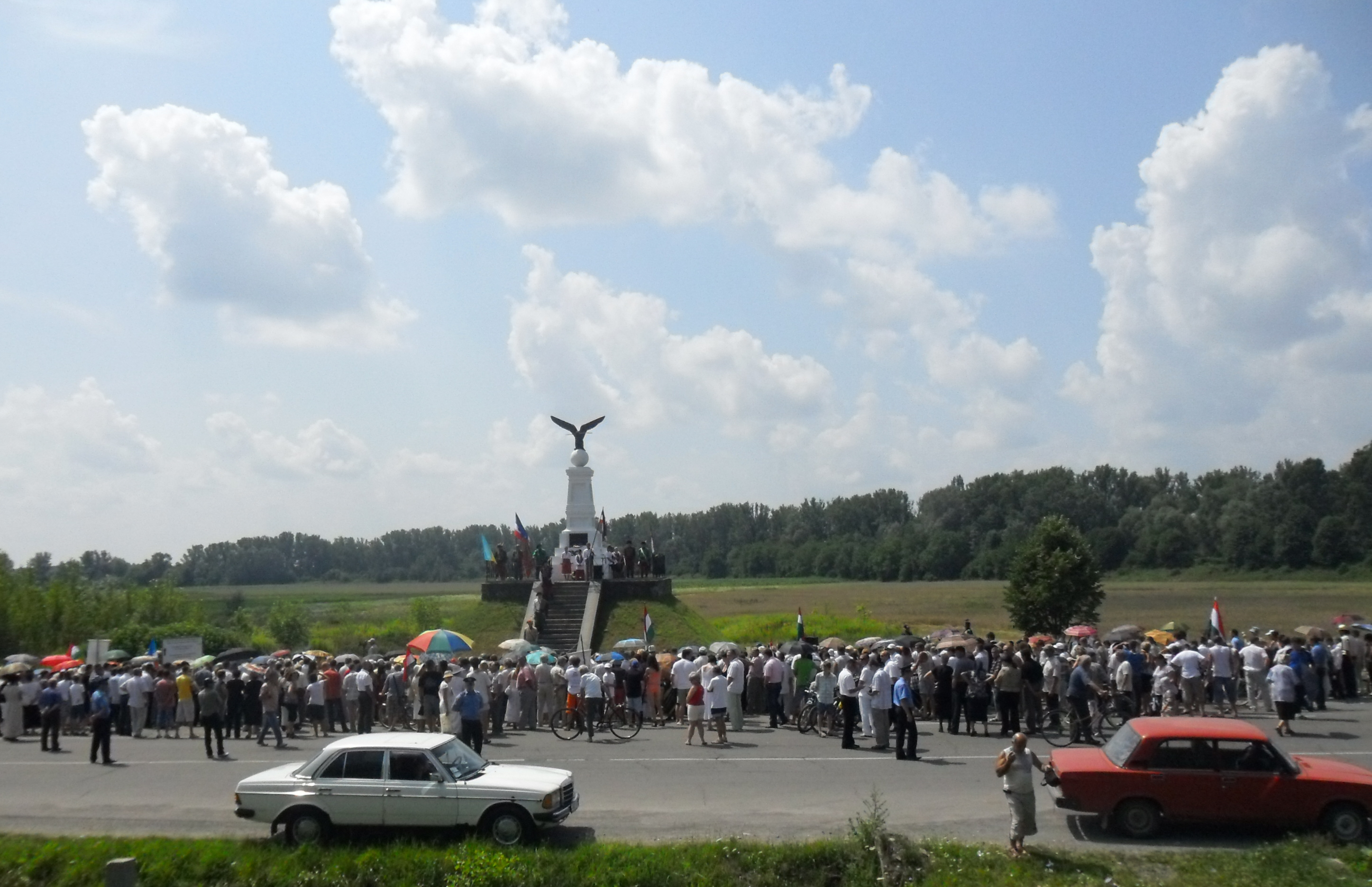
A Turul emlékmű 2011. július 17-én.

Tiszabecs nagyközség Szabolcs-Szatmár-Bereg vármegyében, a Fehérgyarmati járásban.

## Fekvése
A vármegye keleti szélén, az ukrán határ mellett fekszik, a Szatmári-síkság szélén, a Tisza mentén, a folyó bal partján. Közigazgatási határszélén lép be a Tisza (a 744,5 folyamkilométernél) Magyarország területére.
Szomszédai a határ magyar oldalán: nyugat felől Milota, délnyugat felől Sonkád, dél felől Botpalád, délkelet felől pedig Uszka. Északkelet felől a legközelebb település a már Ukrajnához tartozó Tiszaújlak (Вилок).
A környező települések közül Uszka 4, Sonkád 6, Szatmárcseke 20, Nagyar 28, Garbolc 23, Túristvándi 21, a járási székhely, Fehérgyarmat pedig 28 kilométer távolságra található. 

### Megközelítése
A település területén végighúzódik, nagyjából nyugat-keleti irányban a 491-es főút, közúton ezen érhető el az ország belsőbb részei felől. A tőle délre eső határszéli településekkel a 4143-as út, nyugati szomszédaival a 4129-es út köti össze.
A hazai vasútvonalak úgyszólván az egész szamosközi térséget elkerülik, így Tiszabecstől is a legközelebbi magyarországi vasúti csatlakozási pontok több mint 20 kilométer távolságban találhatók (Penyige vasútállomás vagy Kisszekeres megállóhely a MÁV Nyíregyháza–Mátészalka–Zajta-vasútvonalán). Tiszaújlak ukrajnai vasútállomása ehhez képest alig 4 kilométerre esik Tiszabecs központjától.

## Története
Tiszabecs nevében a Becs tag személynévi eredetű, amihez a folyó neve megkülönböztető jelzőként kapcsolódott. A község neve 1181-ben tűnik fel a cégényi monostor birtokainak határjárása során. 1364-ben castrumként emlegetik, ami királyi vár létezésére utal. Mivel fontos helyen feküdt, az uralkodók sokáig ragaszkodtak hozzá, ezért csak 1368-ban adományozták a Becsky családnak. A falu lakói a középkorban magyarok voltak.
Sokat szenvedett a község a háborús megpróbáltatásoktól. Rákóczi tiszántúli hadjáratának első eseményeként 1703. július 14-én itt keltek át seregei a Tiszán.
Az első katonai topográfiai térképen Tisza Becse néven szerepel.
1864-ben árvíz pusztította el a falu döntő részét. Ez időben a második katonai felmérés térképein Tisza Bécs a neve.

## Közélete

### Polgármesterei
- 1990–1991: Dr. Szántó István (független)[6][7]
- 1991–1994: Balogh Sándor (független)[8]
- 1994–1998: Balogh Sándor (független)[9][10]
- 1998–2002: Lőrincz Gusztáv (független)[11][12]
- 2002–2006: Lőrincz Gusztáv (független)[13][14]
- 2006–2010: Lőrincz Gusztáv (független)[15]
- 2010–2014: Lőrincz Gusztáv (Fidesz-KDNP)[16]
- 2014–2019: Lőrincz Gusztáv (Fidesz-KDNP)[17][18]
- 2019–2024: Lőrincz Gusztáv (Fidesz-KDNP)[19]
- 2024– : Lőrincz Gusztáv (Fidesz-KDNP)[1]

## Népesség
Tiszabecs népessége 2011-ben még 1031 fő volt, amely 2016 elejére 1412 főre emelkedett. Ennek okai közt főleg az ukrán-magyar határ túloldaláról átköltöző népesség.
A település népességének változása:
| Lakosok száma | 1111 | 1156 | 1292 | 1372 | 1124 | 1115 | 1088 |
|               | 2013 | 2014 | 2015 | 2021 | 2022 | 2023 | 2024 |

2001-ben a település lakosságának 89%-a magyar, 11%-a cigány nemzetiségűnek vallotta magát.
A 2011-es népszámlálás során a lakosok 94,7%-a magyarnak, 17,9% cigánynak, 1,4% ukránnak mondta magát (4,9% nem nyilatkozott; a kettős identitások miatt a végösszeg nagyobb lehet 100%-nál). A vallási megoszlás a következő volt: római katolikus 3%, református 77,1%, görögkatolikus 4,1%, evangélikus 0,3%, felekezeten kívüli 3,4% (7,3% nem válaszolt).
2022-ben a lakosság 86,3%-a vallotta magát magyarnak, 16,8% cigánynak, 1,2% ukránnak, 0,2% szerbnek, 0,2% bolgárnak, 0,1-0,1% szlováknak, görögnek és németnek, 0,6% egyéb, nem hazai nemzetiségűnek (13,7% nem nyilatkozott; a kettős identitások miatt a végösszeg nagyobb lehet 100%-nál). Vallásuk szerint 2,8% volt római katolikus, 56,1% református, 3,2% görög katolikus, 5,7% egyéb keresztény, 0,1% evangélikus, 4,1% felekezeten kívüli (27,8% nem válaszolt).

## Híres emberek
Szabó Lőrinc költő életében fontos szerepet játszott a község. 1908 és 1918 között minden nyarát Tiszabecsen töltötte atyai nagybátyja, G. Szabó Mihály református lelkész házában, élményeit a Tücsökzene című verses önéletrajzában örökítette meg. Nevét viseli a helyi művelődési ház. A főutcán, a hajdani iskola helyén álló református imaház oldalán elhelyezett emléktábla emlékeztet a költőre.

## Nevezetességei
- Református templom - 1907-ben épült.
- Rákóczi emlékoszlop - a Rákóczi-szabadságharc első győzelmét 1703-ban a tiszabecsi Bajnok-dűlőn vívta ki Ocskay László brigadéros, majd itt kelt át seregével a Tiszán. A tiszabecsi átkelés irodalmi feldolgozása Jókai Mór nevéhez fűződik, aki Szeretve mind a vérpadig című művében dolgozta fel a tiszabecsi átkelés  és a kurucok győzelmével végződött kuruc-labanc ütközet eseményeit. A győzelem emlékére emelt emlékoszlop a református templom előtt áll.
- Innen, a tiszabecsi strandról indul nyaranta a Nemzetközi Tisza-túra.
- Turul-emlékmű - Tiszabecs és Tiszaújlak között a Tisza-híd hídfőjénél, a Tiszaújlak–Tiszabecs nemzetközi közúti határátkelő mellett emelkedik a kurucok dicsőségét őrző, turulszoborral díszített emlékmű, amit 1903-ban, II. Rákóczi Ferenc hamvainak hazahozatala előtt állítottak.
- Tiszabecs-Tiszaújlak (Тисабеч-Вилок) határátkelő a magyar-ukrán határon, a 491-es (E60) főúton – személyforgalom (éjjel-nappal nyitva).

## Természeti értékei
- Védett természeti érték az ősdiós.
- A 28 méter magas, 6 méter vastag törzsű, egészséges fekete nyárfa, mely a sóderbányához vezető út mellett jobboldalt található.

## Külső hivatkozások
- Tiszabecs az utazom.com honlapján
- Tiszabecsi Református Egyházközség